# 四十殉道士主教座堂
四十殉道士主教座堂 (阿拉伯语：‎）位于叙利亚阿勒颇的基督徒区Jdeydeh，是一座15世纪亚美尼亚使徒教会教堂，这是该市最古老的教堂之一。建于1912的钟楼为阿勒颇罕见的巴洛克风格。

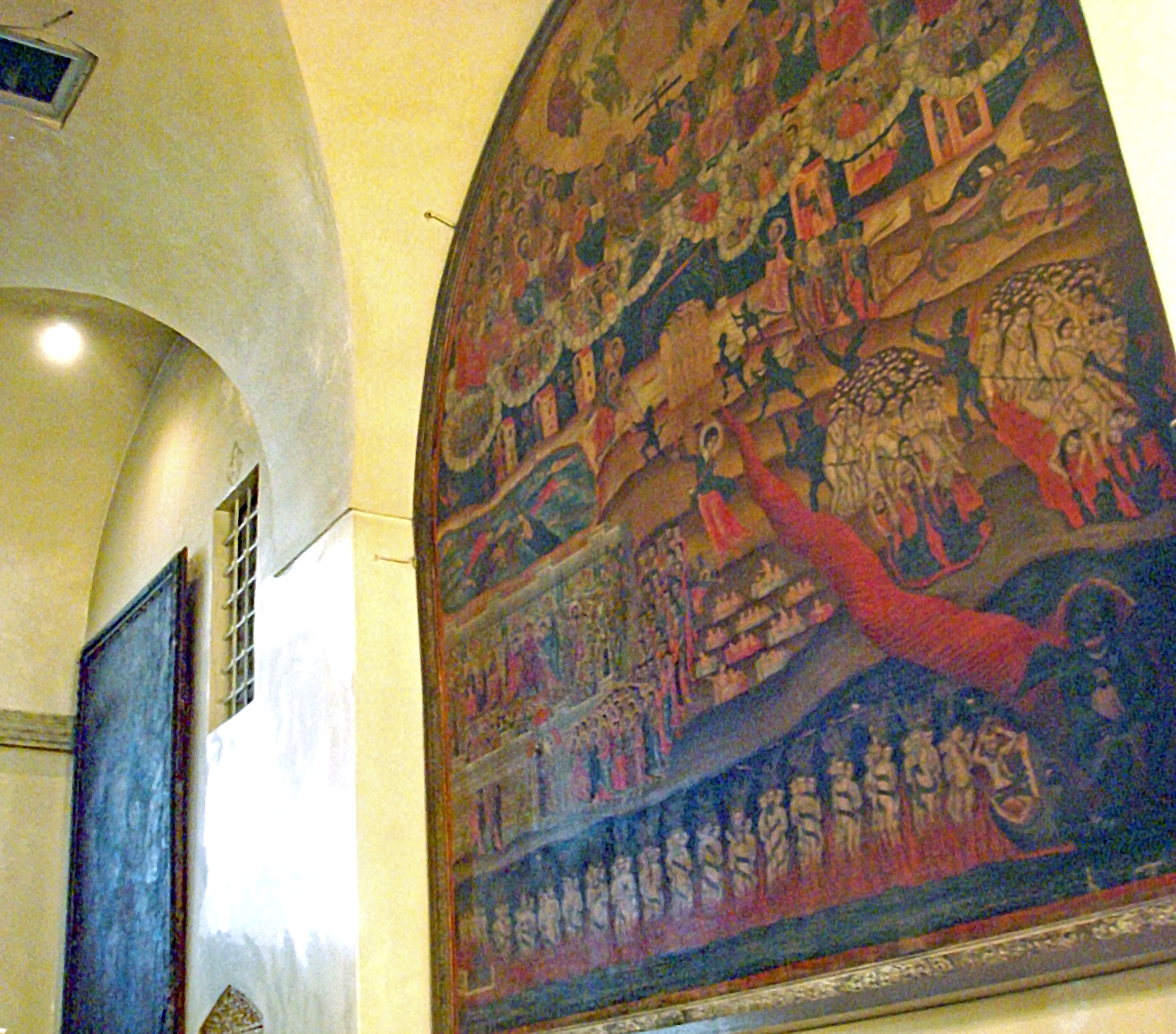
“最后审判” (1708)